# Leia yangi
Leia yangi är en tvåvingeart som beskrevs av Wu 1997. Leia yangi ingår i släktet Leia och familjen svampmyggor. Inga underarter finns listade i Catalogue of Life.